# Henri Duvernois
Henri Duvernois, pseudonimul lui Henri-Simon Schwabacher, (n. 4 martie 1875, Paris - d. 30 ianuarie 1937, Paris) a fost un scriitor, scenarist și dramaturg francez.

## Biografie
Henri Duvernois a locuit pe quai de Passy nr. 12, în arondismentul 16 din Paris.

## Lucrări
Listă parțială

### Operete
- 1926 : Une revue 1830-1930, revistă în 2 acte și 30 de tablouri de Maurice Donnay și Henri Duvernois, muzică Reynaldo Hahn, théâtre de la Porte-Saint-Martin, 28 octombrie 1926
- 1926 : Le Temps d'aimer de Henri Duvernois și Pierre Wolff, cuplete Hugues Delorme, muzică Reynaldo Hahn, théâtre de la Michodière, 7 noiembrie 1926
- 1930 : Virginie
- 1934 : Toi, c'est moi
- 1934 : Les Sœurs Hortensia
- 1936 : La Poule

### Romane
- 1914 : Faubourg Montmartre
- 1919 : Edgar, Ernest Flammarion éd., Paris
- 1922 : La Fugue
- 1923 : Le Roman des quatre, scris în colaborare cu Paul Bourget, Pierre Benoit și Gérard d'Houville.
- 1926 : Morte la bête
- 1927 : Maxime
- 1929 : Faubourg Montmartre, Le Livre de demain, Arthème Fayard & Cie Éditeurs, Paris, 1929
- 1931 : Les Sœurs Hortensias, Bernard Grasset éd., Paris
- 1933 : A l'ombre d'une femme, Bernard Grasset éd., Paris
- 1936 : L'Homme qui s'est retrouvé, Éditions de l'Arbre vengeur, 2009

### Piese de teatru
- 1919 : Il était un petit Home, théâtre des Mathurins, 19 decembrie
- 1921 : La Dame de bronze et le monsieur de cristal
- 1923 : Le Club des canards mandarins, comedie în trei acte scrisă împreună cu Pascal Forthuny și jucată la Studio des Champs-Élysées du de la 1 noiembrie la 31 decembrie 1923[8].
- 1923 : Seul
- 1924 : Après l'amour de Pierre Wolff și Henri Duvernois, théâtre du Vaudeville
- 1924 : Le Geste de Maurice Donnay și Henri Duvernois, théâtre de la Renaissance
- 1924 : La Guitare et le Jazz-band de Robert Dieudonné șiHenri Duvernois, théâtre des Nouveautés, 22 septembrie
- 1925 : Chabichou
- 1925 : Dibengo comedie în 3 acte de Pierre Wolff și Henri Duvernois, théâtre de la Porte-Saint-Martin, 21 octombrie
- 1927 : L'Eunuque, 3 acte de Henri Duvernois și André Birabeau, théâtre Femina
- 1928 : Le Haricot vert, comedie într-un act la Grand-Guignol în 6 ianuarie 1928
- 1928 : Devant la porte, comedie într-un act la théâtre Daunou în 19 martie 1928
- 1928 : Le Professeur, comedie într-un act la Grand-Guignol în 10 iulie 1928
- 1929 : L'Accident, comedie într-un act la théâtre Saint-Georges în 15 ianuarie 1929
- 1929 : Harmonie, comedie în 3 acte la théâtre Saint-Georges în 20 februarie 1929
- 1929 : Les Voisins, comedie într-un act la Grand-Guignol în 29 mai 1929
- 1930 : Cœur, théâtre des Nouveautés
- 1931 : L'Opération
- 1931 : La Tuile d'argent, comedie în 4 acte de Lucien Descaves și Henri Duvernois, La Potinière

## Filmografie
Scenarist sau autor adaptat
- 1924 : Faubourg Montmartre de Charles Burguet
- 1929 : La Dame de bronze et le monsieur de cristal de Marcel Manchez[9]
- 1931 : Faubourg Montmartre de Raymond Bernard
- 1931 : Après l'amour de Léonce Perret
- 1932 : Seul de Jean Tarride
- 1932 : Un chien qui parle de Robert Rips[10]
- 1933 : La Poule de René Guissart
- 1933 : Dans les rues de Victor Trivas
- 1934 : Le Scandale de Marcel L'Herbier
- 1934 : Jeanne de Georges Marret
- 1934 : Dernière Heure de Jean Bernard-Derosne
- 1935 : Les Sœurs Hortensia de René Guissart
- 1936 : Toi, c'est moi de René Guissart

Alte adaptări
- 1948 : Après l'amour
- 1950 : Chabichou de Jean Perdrix (scurt metraj)
- 1958 : Maxime
- 1960 : Rouge (film TV)
- 1980 : Les Sœurs Hortensia (film TV)
- 1989 : Si Guitry m'était conté (film TV)

## Posteritate
- Rue Henri Duvernois, din Arondismentul 20 al Parisului, îi poartă numele.

## Legături externe
- Biographie Arhivat în 5 mai 2012, la Wayback Machine. sur Lachaise.net
- Henri Duvernois la Internet Movie Database
- Librettiste d'opérettes sur le site La Comédie musicale en France
- La Mort de Prosper Boudonneau, hirondelle, Paris, La Porte étroite, 1927. (Lire en ligne)
- Henri Duvernois sur data.bnf.fr